# بخش کالدروم، شهرستان موریسون، مینه سوتا
بخش کالدروم (به انگلیسی: Culdrum Township) یک منطقهٔ مسکونی در ایالات متحده آمریکا است که در شهرستان موریسون، مینه‌سوتا واقع شده‌است.
 بخش کالدروم ۸۷٫۵ کیلومتر مربع مساحت و ۵۰۵ نفر جمعیت دارد و ۳۷۴ متر بالاتر از سطح دریا واقع شده‌است.